# Нуршаихов, Азильхан
Азильха́н Нуршаи́хов (каз. Әзілхан Нұршайықов; 15 декабря, 1922 года, Жарминский район, Восточно-Казахстанская область — 12 февраля 2011 года, Алма-Ата) — поэт-фронтовик, ветеран Великой Отечественной войны, журналист, писатель, литературовед. Народный писатель Казахской ССР (1990).

## Биография
Родился 15 декабря 1922 года в местности Келинсуйеги Жарминского района Восточно-Казахстанской области. В возрасте восьми лет будущий писатель переехал с родителями в колхоз «Акбузат», где закончил семь классов школы. С 14 лет стихи Нуршаихова стали публиковать на страницах районных, областных и республиканских изданий. Происходит из рода бура племени найман.[страница не указана 1333 дня][страница не указана 1333 дня]
В начале Великой Отечественной войны 19-летнего Нуршаихова призвали на фронт. Вскоре он был назначен на должность командира орудия 100-й стрелковой бригады. Писатель участвовал в боях на Калининском, 2-м Прибалтийском, 1-м и 2-м Белорусских фронтах. В 2010 году было обнаружено стихотворное письмо Нуршаихова, написанное во время боёв на Белорусском фронте коллегам из Жарминской районной газеты.
Творческая жизнь Нуршаихова была тесно связана с журналистикой. После окончания Великой Отечественной войны он поступил на второй курс филологического факультета Казахского государственного университета, где посещал лекции знаменитого писателя и драматурга Мухтара Ауэзова. После окончания университета Нуршаихов работал в качестве собкора в газете «Социалистік Қазақстан» (сейчас «Егемен Қазақстан»). В 1953—1956 годах Нуршаихов занимал должность редактора Павлодарской областной газеты «Кызыл ту», а с 1963 по 1965-й был главным редактором республиканской газеты «Қазақ әдебиеті» («Казахская литература»). С 1968 по 1973 год Нуршаихов проработал в Казахской советской энциклопедии на должности заведующего редакцией языка, литературы и фольклора. Впоследствии писатель занимал должность научного сотрудника Института литературы и искусства имени М. Ауэзова.

## Творчество
Нуршаихов написал более 40 книг, в основном посвящённых Великой Отечественной войне. Широкую известность литератор получил после публикации в 1976 году романа «Истина и легенда» о Герое Советского Союза и участнике Битвы за Москву Бауыржане Момышулы. В 1979 году вышел роман о послевоенной жизни «Годы радости и любви», общий тираж которого составил 52 000 экземпляров. В число других произведений Нуршаихова входят серия очерков «По дорогам Казахстана» (1956), роман «Любовь и счастливые годы» (1970), «Истина и легенда», а также повести «Песнь любви» (1964), «Золотая тропинка» (1967), «Девять хвалебных песен» (1977) и другие.
В 1985 году писатель инициировал создание Фонда воспоминаний ветеранов Великой Отечественной войны, деятельность которого была направлена на запись свидетельств о Великой Отечественной войне из первых уст.

## Награды и звания
- Государственная и президентская стипендия Первого Президента Республики Казахстан-Лидера нации в области литературы и искусства (2011)

- Орден Отечества (Казахстан) (2010) — за большой вклад в национальную литературу и общественную активность
- Орден «Парасат» (2005)
- Медаль «50 лет Целине» (2004)
- Медаль «10 лет независимости Республики Казахстан» (2001)
- Медаль «Астана» (1998)

- Медаль «За трудовое отличие» (Казахстан) (1995)
- Народный писатель Казахской ССР (1990)
- Литературная премия имени Александра Фадеева (1987)
- Медаль «Ветеран труда» (1987)
- Орден Отечественной войны 2 степени (1985)
- Орден Дружбы народов (1984)
- Медаль «За освоение целинных земель» (1984)
- Государственная премия Казахской ССР (1978) — за роман «Ақиқат пен аңыз»
- Медаль «В ознаменование 100-летия со дня рождения Владимира Ильича Ленина» (1970)
- Медаль «За трудовое отличие» (3 января 1959) — за выдающиеся заслуги в развитии казахского искусства и литературы и в связи с декадой казахского искусства и литературы в гор. Москве
- Орден «Знак Почёта» (1956)
- Медаль «За победу над Германией в Великой Отечественной войне 1941—1945 гг.» (1945)
- Орден Славы 3 степени (1944)
- Медаль «За боевые заслуги» (1944)
- Медаль «За отвагу» (1943)
- Почётный гражданин Восточно-Казахстанской области и Жарминского района

## Память

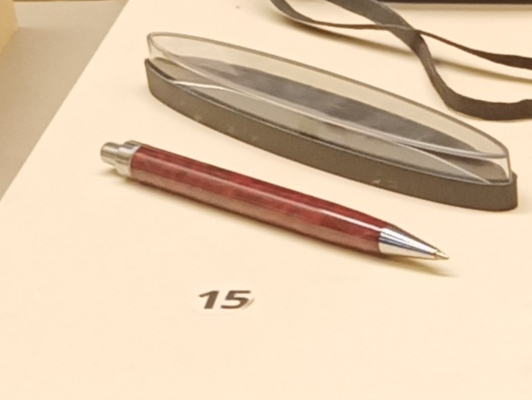
Его одна ручка

В 2017 году в Центральном государственном музее Казахстана была открыта выставка, посвящённая восьми крупным писателям, в том числе и Нуршаихову. На экспозиции были представлены личные вещи писателя, награды, портреты, афиши и иллюстрации к его произведениям.
В 2019 году в честь писателя была названа одна из улиц города Семе́я.
Незадолго до смерти Азильхан Нуршаихов понёс эстафету на спортивном мероприятии Азиада 2011. Через несколько дней писатель скончался в больнице. Был похоронен на Кенсайском кладбище рядом с женой, умершей за 10 лет до того. Впоследствии в Алма-Ате был открыт его мемориальный кабинет.